# 电子论文在线服务
电子论文在线服务（英語：E-Theses Online Service，简称EThOS），是由大英图书馆，英国国家图书馆提供的电子论文数据库和联合目录。截至2018年3月，EThOS可以访问由140多家英国高等教育机构发布的约480,000篇博士论文，每月增加大约3000篇新论文记录。EThOS记录论文数据和元数据，可以使用基本和高级搜索词进行搜索。